# Gyula Tóth
Gyula Tóth   (Salgótarján, 16 d'abril de 1927 - Budapest, 18 de març de 2001) fou un lluitador hongarès que va competir durant la dècada de 1950. Combinà la lluita lliure i la lluita grecoromana.
El 1956 va prendre part en els Jocs Olímpics de Melbourne, on disputà dues proves del programa de lluita. Guanyà la medalla de bronze en la competició del pes lleuger del programa de lluita grecoromana i fou quart en la mateixa categoria del programa de lluita lliure. Quatre anys més tard, als Jocs de Roma, fou vintè en la categoria del pes lleuger del programa de lluita lliure.
En el seu palmarès també destaca una medalla de bronze al Campionat del món de lluita.